# Putimov
Putimov är en ort i Tjeckien. Den ligger i regionen Vysočina, i den centrala delen av landet, 100 km sydost om huvudstaden Prag. Putimov ligger 604 meter över havet och antalet invånare är 247.
Terrängen runt Putimov är lite kuperad.Runt Putimov är det ganska glesbefolkat, med 47 invånare per kvadratkilometer. Närmaste större samhälle är Pelhřimov, 3,8 km nordväst om Putimov. I omgivningarna runt Putimov växer i huvudsak blandskog.